# Kan'non del Baekje
Il Kan'non del Baekje (百済観音?, Kudara Kan'non) è una statua lignea datata alla prima metà del VII secolo rappresentate Kan'non, divinità buddhista della compassione, e conservata nel complesso templare Hōryū-ji a Ikaruga (Nara), in Giappone. La statua è solitamente tenuta nei depositi del tempio ed esposta al pubblico solo occasionalmente per specifiche mostre o ricorrenze.
Storicamente considerata un capolavoro della scultura buddhista, la statua è diventata celebre a partire dal periodo Taishō quando fu citata da storici, critici e letterati come Tetsuro Watsuji e Katsuichirō Kamei nei loro scritti, in particolare nel memoir di viaggio Koji junrei (古寺巡礼? "Pellegrinaggio fra gli antichi templi") di Watsuji.

## Storia

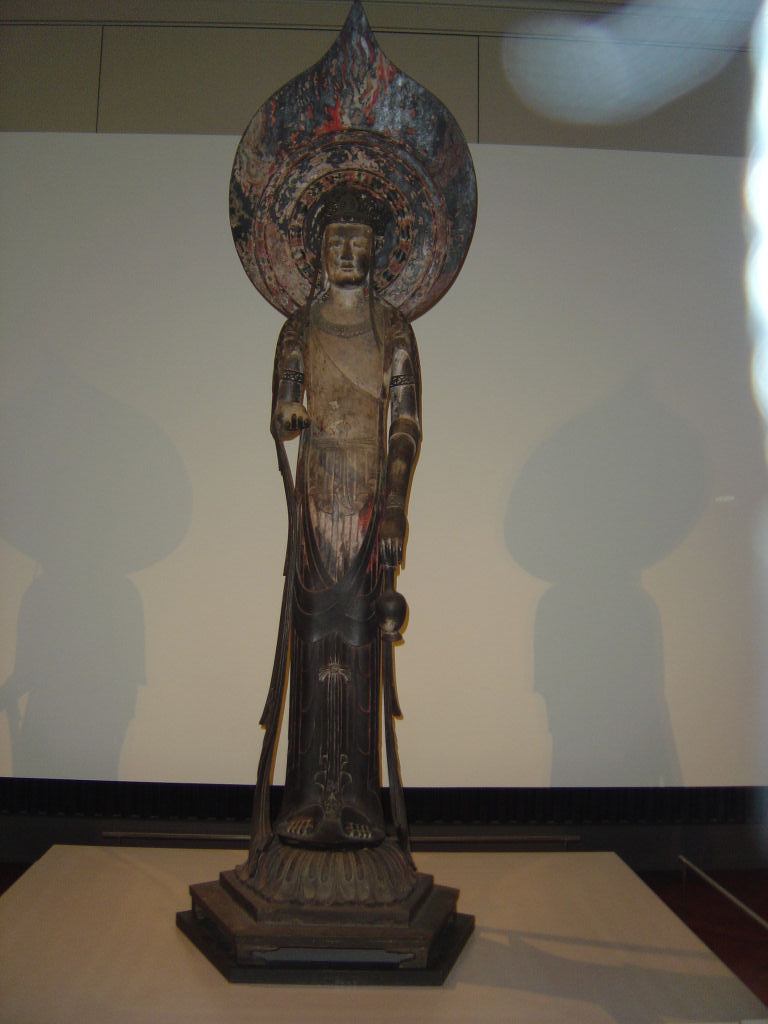
La statua esposta al Museo nazionale di Tokyo.

Non si hanno fonti certe sulle origini della statua. Secondo gli studi degli esperti, la statua è databile al tardo periodo Asuka (550-710 d.C.) o primo periodo Nara (710-784 d.C.), ed è stata scolpita da autore ignoto forse fuori dal Giappone: secondo il testo del 1698 Hōryū-ji shodō buttai sūryōki (法隆寺諸堂仏躰数量記?), la statua sarebbe infatti di produzione indiana e giunta in Giappone tramite il regno di Baekje nell'attuale Corea del Sud, storicamente chiamato Kudara in giapponese, da cui il nome locale Kudara Kan'non ovvero "Kan'non di Kudara". Al contempo, l'uso come materiali del legno di canforo per il corpo di Kan'non e di cipresso giapponese per il basamento a forma di loto e per il vaso d'acqua suibyō (水瓶?) portato in mano, hanno fatto pensare a un'origine locale della statua poiché canforo e cipresso giapponese erano al tempo specie endemiche del Giappone e rare o inesistenti sul continente asiatico.

## Galleria d'immagini

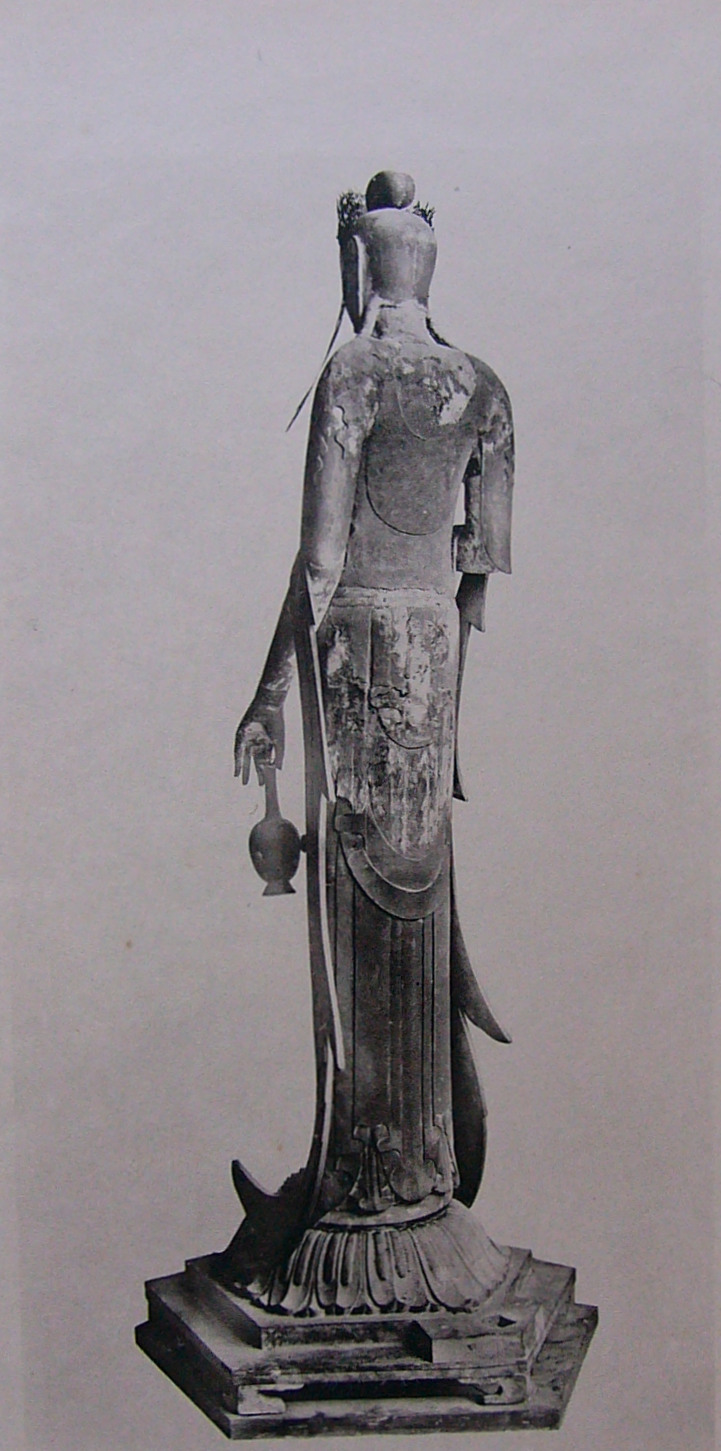
Vista da dietro.
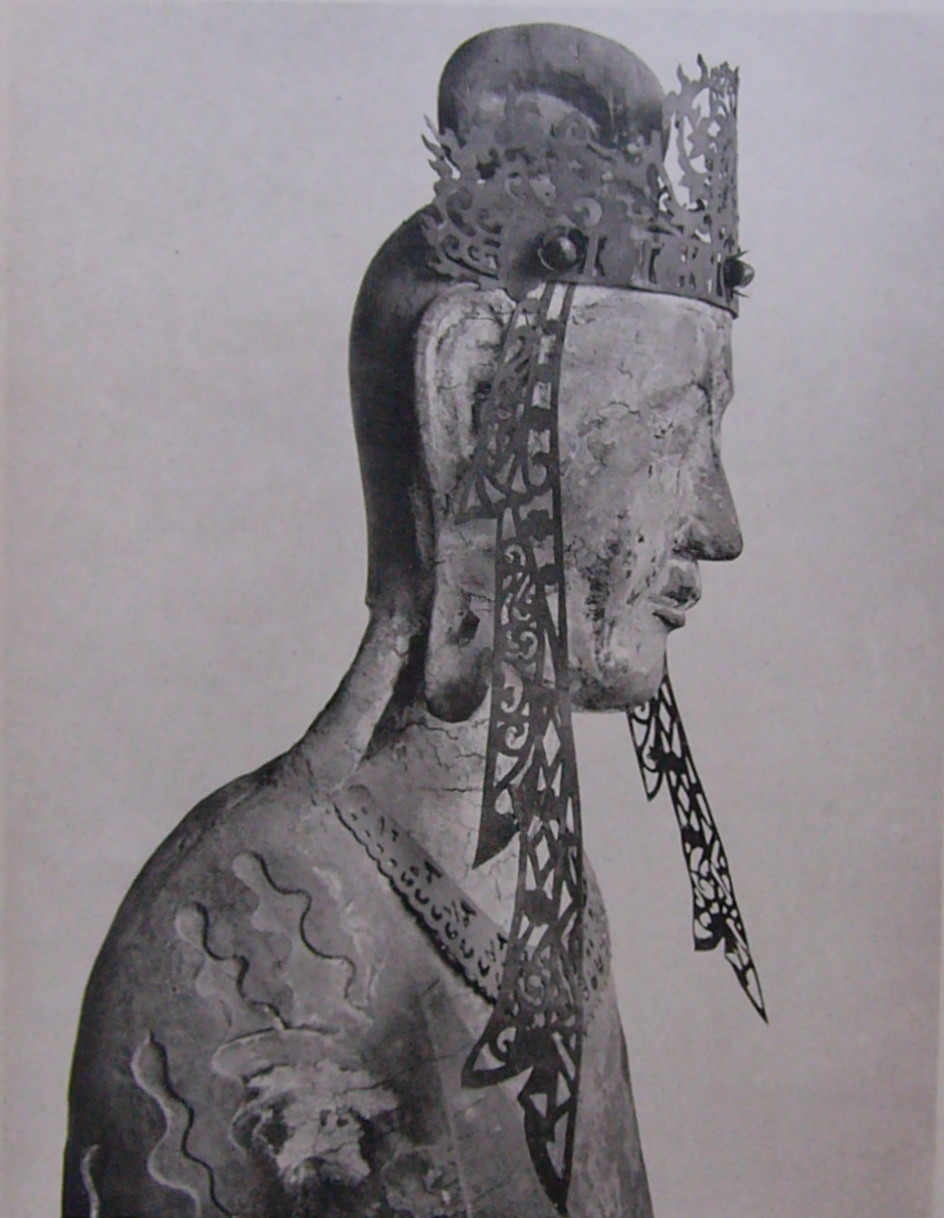
Profilo destro.
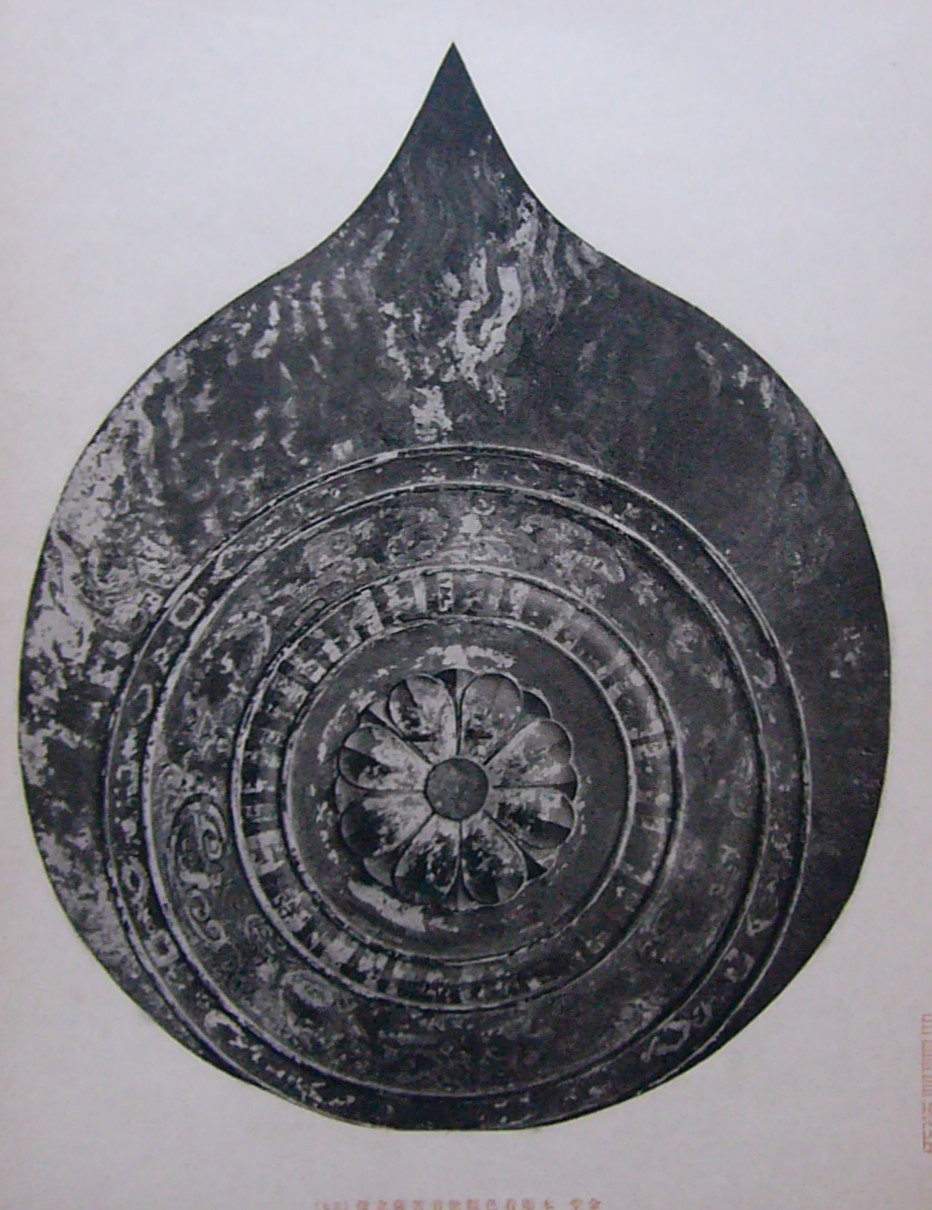
L'aureola.